# Amaury Pierron
Amaury Pierron (4 de marzo de 1996) es un deportista francés que compite en ciclismo de montaña en la disciplina de descenso. Ganó dos medallas en el Campeonato Mundial de Ciclismo de Montaña, en los años 2019 y 2022.

## Medallero internacional
| Campeonato Mundial | Campeonato Mundial        | Campeonato Mundial | Campeonato Mundial |
| Año                | Lugar                     | Medalla            | Competición        |
| ------------------ | ------------------------- | ------------------ | ------------------ |
| 2019               | Mont-Sainte-Anne (Canadá) | Medalla de bronce  | Descenso           |
| 2022               | Les Gets (Francia)        | Medalla de plata   | Descenso           |